# Melete lycimnia
Melete lycimnia är en fjärilsart som först beskrevs av Pieter Cramer 1777.  Melete lycimnia ingår i släktet Melete och familjen vitfjärilar. Inga underarter finns listade i Catalogue of Life.

## Bildgalleri

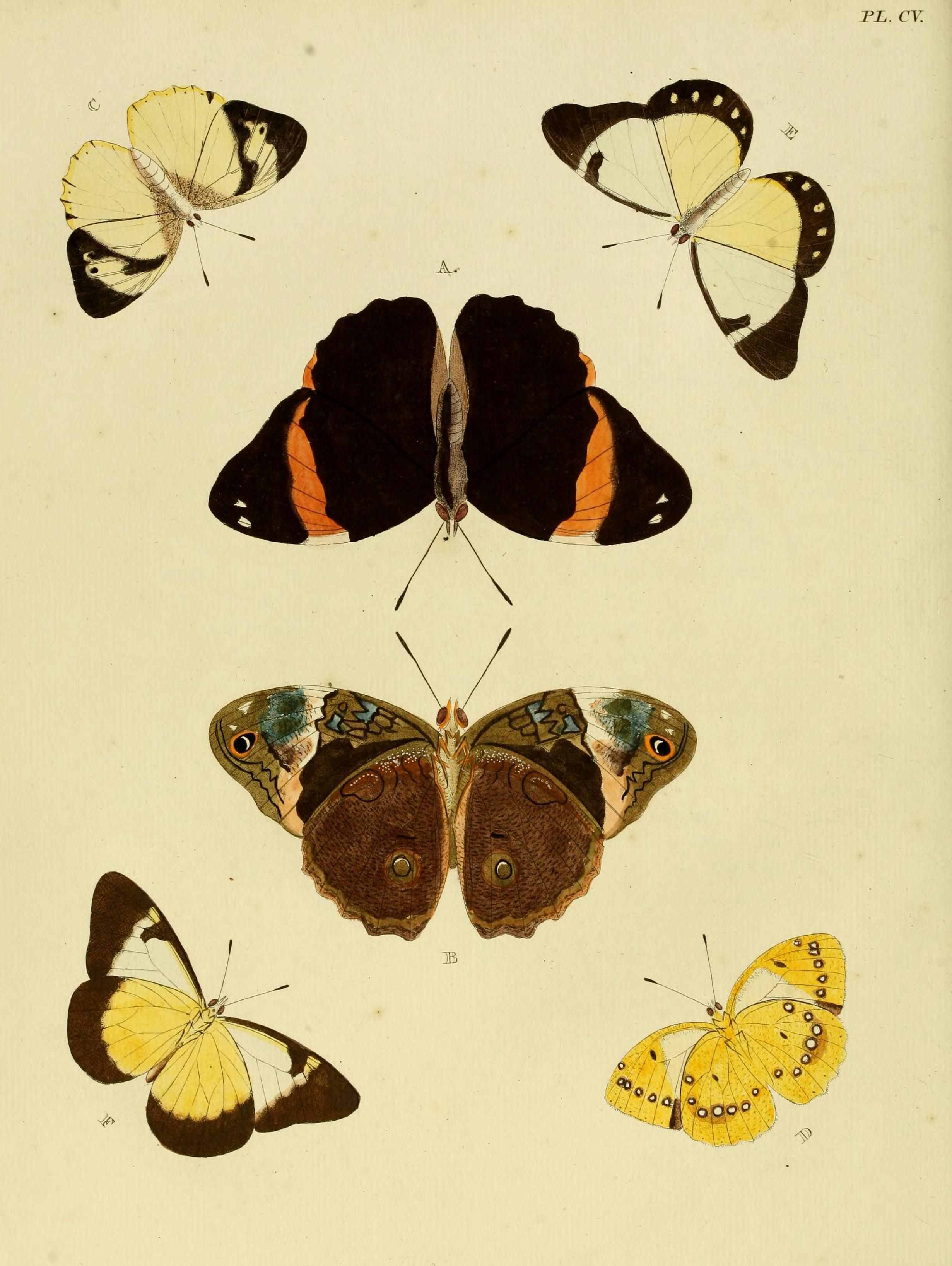